# Shinee
Shinee (/ˈʃaɪniː/ SHY-nee; em coreano:  샤이니, em japonês:  シャイニー; estilizado como SHINee) é um grupo masculino sul-coreano formado pela SM Entertainment em 2008. A formação original do grupo consistia em Onew, Key, Minho, Taemin e Jonghyun, que faleceu em 2017.  A popularidade do grupo em seu país nativo rendeu-lhes numerosos elogios e o título de "Príncipes do K-pop".
Shinee estreou em maio de 2008 com seu primeiro extended play (EP), Replay, acompanhado do single de mesmo nome. O grupo ganhou atenção por iniciar uma tendência de moda entre os estudantes, que a mídia apelidou de "Shinee Trend". Em agosto de 2008, o grupo lançou seu primeiro álbum de estúdio coreano, The Shinee World, que venceu o prêmio de Newcomer Album of the Year no 23º Golden Disc Awards. Shinee consolidou ainda mais sua popularidade no cenário musical sul-coreano com os singles seguintes "Ring Ding Dong" e "Lucifer". "Ring Ding Dong" alcançou o topo de várias tabelas sul-coreanas e ganhou popularidade em toda a Ásia. "Lucifer" foi indicada ao prêmio de Best Dance Performance no Mnet Asian Music Awards de 2010 por sua coreografia excepcional. Em 2012, o grupo lançou Sherlock, que tornou-se o quinto álbum mais vendido do ano na Coreia do Sul, com mais de 180 mil cópias vendidas. Álbuns seguintes incluem The Misconceptions of Us (2013), Odd (2015), 1 of 1 (2016), The Story of Light (2018), Don't Call Me (2021) e Hard (2023). O grupo também foi incluído duas vezes na lista Korea Power Celebrity 40 da Forbes (2014, 2016).
Em meados de 2011, Shinee assinou com a EMI Records Japan para ingressar na cena musical japonesa, com o lançamento da versão em japonês do single "Replay", vendendo mais de 100 mil cópias, sendo o maior número de vendas para um single de estreia japonês registrado pela Oricon para um grupo sul-coreano na época. Foi seguido de seu primeiro álbum de estúdio japonês, The First, em 7 de dezembro de 2011–ambos receberam o certificado de ouro da RIAJ por vender mais de 100 mil cópias. Em 2011, o grupo também realizou um concerto especial no Abbey Road Studios em Londres, tornando-os o primeiros artistas asiáticos a se apresentarem no local. Dois anos depois, eles lançaram seu segundo álbum em japonês Boys Meet U (2013), seguido por I'm Your Boy (2014), D×D×D (2016) e Five (2017).
Shinee é considerado um dos grupos com melhores vocalistas ao vivo do K-pop e são conhecidos por suas coreografias altamente sincronizadas e complexas, tendo ganhado o prêmio de Best Dance Performance no Mnet Asian Music Awards três vezes seguidas pelas performances de "Sherlock (Clue + Note)", "Dream Girl" e "View". O estilo musical assinatura de Shinee é R&B contemporâneo, mas o grupo é conhecido pelo seu som experimental, tendo incorporado vários gêneros em seus trabalhos, incluindo funk rock, hip hop e EDM.

## Carreira

### 2008–2009: Estreia,The SHINee Worlde crescente popularidade
Em 22 de maio de 2008, o primeiro extended play do grupo, Replay foi lançado pela gravadora SM Entertainment. O EP estreou na #10 posição nas paradas de música coreana e alcançou a posição #8, vendendo 17.957 cópias na primeira metade de 2008. A primeira apresentação televisiva do grupo ocorreu em 25 de maio no programa Inkigayo da SBS interpretando a canção "Noona Neomu Yeppeo (Replay)". Em 7 de junho do mesmo ano, o grupo participou do Dream Concert no Estádio Olímpico de Seul, juntamente com outros cantores e grupos sul-coreanos. O grupo ganhou seu primeiro prêmio, "Rookie of the Month", no Cyworld Digital Music Awards em 22 de junho. Em 23 de agosto eles participaram do MNet 20's Choice Awards 2008, onde ganharam o prêmio "Hot New Star".

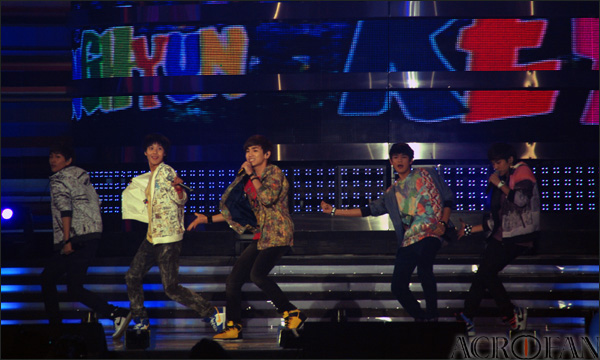
Shinee em novembro de 2008 se apresentando no Love Sharing Concert
(E–D: Onew, Taemin, Key, Minho e Jonghyun)

Shinee lançou seu primeiro álbum, intitulado The Shinee World, em 28 de agosto de 2008. O álbum estreou nas paradas na #3 posição, vendendo 30 mil cópias. O primeiro single do álbum foi "Sanso Gateun Neo (Love Like Oxygen)", um cover de "Show the World" por Martin Hoberg Hedegaard, originalmente escrita pelo compositor dinamarquês e equipe de produção de Thomas Troelsen, Remee e Lucas Secon. Em 18 de setembro do mesmo ano, "Sanso Gateun Neo (Love Like Oxygen)" foi a canção número #1 no M! Countdown. Poucos dias depois, Shinee recebeu o prêmio "Mutizen" para o mesmo single no Popular Songs da SBS. O grupo participou do quinto Asia Song Festival, onde recebeu o prêmio de "Best New Artist", com o grupo feminino japonês, Berryz Kobo. No mesmo dia, a versão repaginada do álbum, intitulado Amigo foi lançado, contendo três novas músicas: "Forever or Never", um remix de "Sa. Gye. Han (Love Should Go On)" e o single promocional "Amigo". "Amigo" é uma versão abreviada da frase coreana "Areumdaun Minyeorueljoahamyeon Gosaenghanda". Em novembro de 2008, Shinee ganhou o prêmio de "Best New Male Group" na 10ª edição do Mnet Asian Music Awards, batendo colegas recém-chegados como, U-KISS, 2PM, 2AM e Mighty Mouth, o grupo também ganhou o prêmio de "Newcomer Album of the Year" no 23rd Annual Golden Disk Awards.

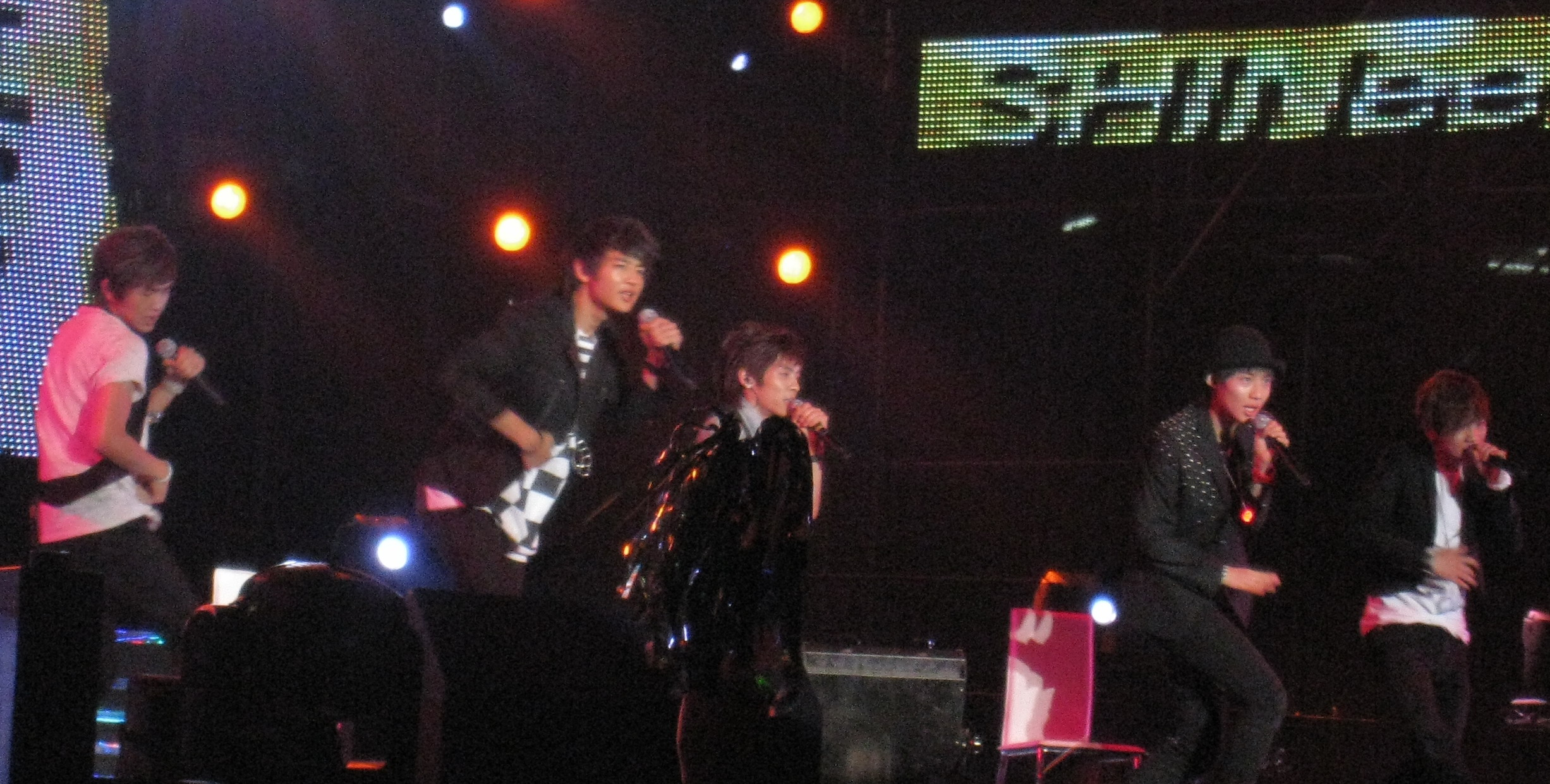
Shinee em fevereiro de 2009 se apresentando no Estádio Rajamangala, em Bangkok, Tailândia
(E–D: Onew, Minho, Jonghyun, Taemin e Key)

No início de fevereiro de 2009, Shinee ganhou o prêmio "Best Newcomer", juntamente com Davichi e Mighty Mouth no Seul Music Awards. Mais tarde, a S.M. Entertainment anunciou que Shinee faria seu retorno com seu segundo mini-álbum Romeo em 21 de maio de 2009. Em 18 de maio, a canção "Juliette" foi lançada como primeiro single do álbum, sendo um remake instrumental de "Deal with It" do cantor Corbin Bleu. Mais tarde, foi anunciado que seu retorno seria adiado devido a Onew que estava com um problema nos dentes e o lançamento do mini-álbum foi adiado para 25 de maio de 2009. Shinee, fez seu retorno em 5 de junho do mesmo ano, no Music Bank da KBS, onde conquistou o primeiro lugar. Em 16 de julho, a SM lançou a primeira parte do primeiro photobook do Shinee chamado Day. Em 25 de setembro a segunda parte chamada Night foi lançada.
O grupo lançou seu terceiro mini-álbum, intitulado 2009, Year of Us, em 19 de outubro de 2009, cinco meses após o lançamento de Romeo. A SM Entertainment afirmou que este extended play iria mostrar os talentos vocais do grupo e demonstrar as suas qualidades únicas. O primeiro single do EP, "Ring Ding Dong", foi lançado digitalmente em 14 de outubro, e o grupo teve a sua volta aos palcos em 16 de outubro, no Music Bank da KBS. Em dezembro, o grupo começou a promover a canção "Jo Jo" como segundo single do EP, com performances ao vivo em programas de música locais. Ainda em dezembro de 2009, Shinee ganhou o prêmio de "Popularidade", juntamente com Super Junior, no Golden Disk Awards.

### 2010–2011: Sucesso comercial comLucifer, estreia japonesa eThe First
Em fevereiro de 2010, o grupo ganhou o principal prêmio "Bonsang" no Seoul Music Awards. A SM Entertainment revelou teasers de fotos individuais de cada membro para o novo álbum começando com Minho em 8 de julho de 2010 e terminando com Key no dia 12 de julho. Um teaser para o vídeo do single foi lançado dois dias depois no canal oficial da SM no YouTube. O grupo foi originalmente programado para fazer sua volta aos palcos no Music Bank em 16 de julho, para começar suas promoções para o novo álbum, no entanto, devido a uma lesão que Minho sofreu no tornozelo durante as filmagens de Dream Team Season 2 em 8 de julho, o retorno foi adiado para 23 de julho. O segundo álbum de estúdio, intitulado Lucifer, foi lançado em 19 de julho de 2010, liderando vários gráficos de vendas físicas e digitais na Coreia do Sul pouca horas depois de seu lançamento. O vídeo musical para promover o primeiro single, também chamado de Lucifer, foi lançado no mesmo dia. As canções do álbum "foram cuidadosamente selecionadas mais do que nunca", e o álbum foi produzido para "dar aos ouvintes uma excelente oportunidade para experimentar os diversos personagens musicais e habilidades vocais mais maduras dos membros." O grupo fez seu retorno em 23 de julho no Music Bank da KBS. Por sua excelente coreografia, "Lucifer", foi nomeado para o Best Dance Performance Award no Mnet Asian Music Awards. "Lucifer" se tornou o sexto álbum mais vendido de 2010 na Coreia do Sul, vendendo mais de 120 000 cópias. O álbum foi relançado em uma versão repaginada, intitulado Hello, em outubro do mesmo ano contendo três novas faixas. Em 26 de dezembro de 2010, Shinee começou sua primeira turnê de concertos, Shinee World, no Yoyogi National Gymnasium em Tóquio. O evento contou com um público de aproximadamente 24 mil pessoas. O grupo também anunciou que o lançamento de seu primeiro álbum de estúdio em japonês ocorreria em 2011 pela EMI Music Japan.

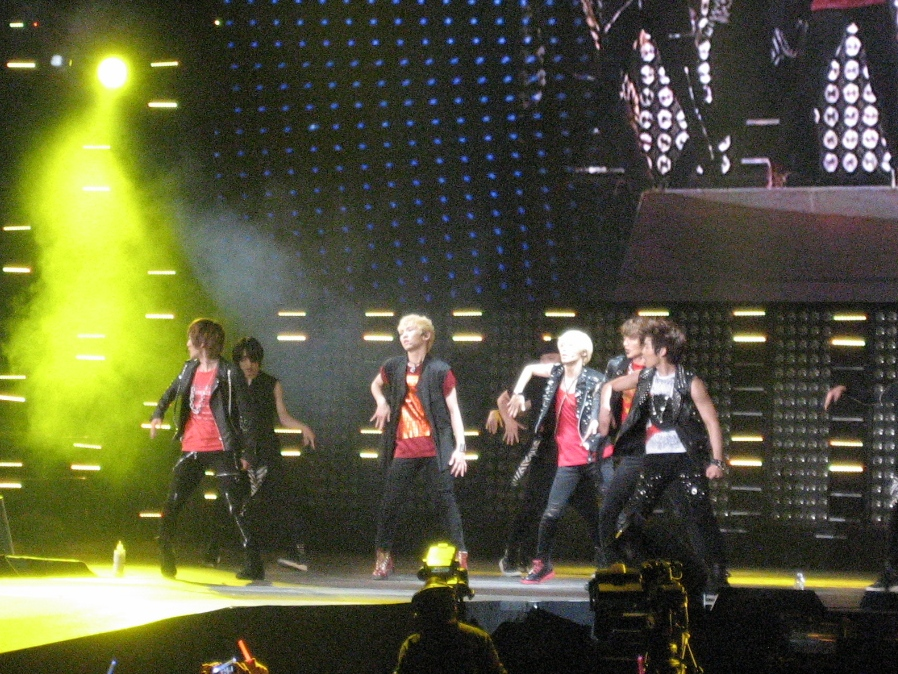
Shinee se apresentando em outubro de 2011, no Madison Square Garden, em Nova Iorque
(E–D: Onew, Key, Taemin, Minho e Jonghyun)

Em 1º de janeiro de 2011, Shinee realizou um concerto no Olympic Gymnastics Arena em Seul como parte de sua turnê, Shinee World. O show então continuou em Taipei, Nanquim, Singapura, Nagoya e Osaka ao longo de 2011. Em 16 de maio, a EMI Music Japan revelou um teaser para a versão em japonês de "Replay" através de seu canal oficial no YouTube. O vídeo completo da música foi lançado através do mesmo canal em 27 de maio. O single foi lançado no Japão em 22 de junho e vendeu mais de 91 000 cópias na primeira semana, sendo certificado com um disco "Ouro" pela RIAJ por vender mais de 100 000 cópias em junho de 2011. Em 19 de junho do mesmo ano, o grupo realizou a Japan Debut Premium Reception em Londres no Abbey Road Studios. Em 22 de julho, Shinee começou a Japan Debut Premium Reception Tour. Eles tocaram em vários concertos ao excursionar várias cidades em todo o Japão, incluindo Fukuoka em 22 de julho, Kobe em 23 de julho, Tóquio em 27 e 28 de julho, Sapporo em 8 de agosto e Nagoya em 11 de agosto de 2011. Em 8 de agosto, a EMI Music Japan revelou o vídeo musical da versão em japonês de "Juliette" através de seu canal oficial no YouTube. O single foi lançado no Japão em 28 de agosto. Em 12 de outubro, o grupo lançou o terceiro single japonês "Lucifer", o vídeo oficial da música foi lançado no canal oficial da EMI Music Japan no YouTube em 15 de setembro. Dias depois foi anunciado no site da Oricon que Shinee foi o primeiro artista estrangeiro em 44 anos na história da Oricon a ter três singles diferentes lançados no Japão no top três em suas vendas de singles semanais. Em 17 de outubro, foi anunciado pela EMI Music Japan que o grupo lançaria seu primeiro álbum de estúdio em japonês, intitulado The First, em 23 de novembro. No entanto, a data de lançamento no Japão foi adiada para 7 de dezembro de 2011. O álbum contou com cinco novas músicas, além de versões em japonês de sete canções coreanas lançadas anteriormente. A versão regular do álbum também contou com a música tema da série Stranger 6, uma faixa chamada "Stranger" como bônus.
O grupo foi convidado para ser o ato de abertura do The 6th London Korean Film Festival, no Odeon West End Theater em 3 de novembro de 2011. Eles também fizeram um concerto chamado Shinee in London, os ingressos para o concerto esgotaram dentro de um minuto depois de ir à venda às 13h00 em 27 de outubro de 2011. Este também marcou a primeira vez que um artista coreano havia realizado um show independente em Londres. Em 18 de novembro, foi anunciado que Onew, Key e Taemin iriam lançar um livro sobre suas viagens em Barcelona, Espanha, tornando-se os primeiros ídolos coreanos a lançar um "guia de férias". Eles criaram uma coleção de suas viagens e seu guia intitulado Children of the Sun. O livro foi lançado em 8 de dezembro. O grupo participou do álbum 2011 Winter SMTown – The Warmest Gift, uma coletânea de artistas da SM que foi lançada em 13 de dezembro de 2011, interpretando a canção "Last Christmas". Shinee realizou um concerto comemorativo em homenagem ao sucesso do lançamento de seu primeiro álbum em japonês, The First, no Tokyo International Forum Hall A em 24 de dezembro. O concerto ocorreu três vezes, a fim de acomodar os 15 mil fãs que ganharam um sorteio para participar. Eles realizaram um total de seis músicas, incluindo seu single de estreia, "Replay (Kimi wa Boku no Everything)" e "Lucifer", bem como uma nova música de seu álbum chamada "To Your Heart". Shinee lançou um photobook do concerto em 26 de dezembro, com fotos de sua turnê na Ásia, Shinee The 1st Concert: Shinee World, com um total de 192 páginas. Em 28 de dezembro a Tower Records Japan anunciou que Shinee tinha ganho o prêmio de "Artista do Ano" no K-Pop Lovers! Awards 2011, batendo outros grupos de K-Pop.

### 2012–2013: Sucesso contínuo,The Misconceptions,Boys Meet Ue aclamação

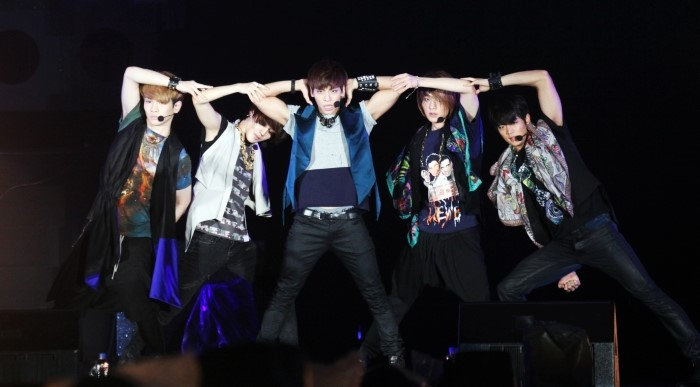
Shinee performando "Sherlock" no Special Stage Expo em junho de 2012
(E–D: Key, Taemin, Jonghyun, Onew e Minho)

Shinee fez seu retorno coreano um ano e seis meses após o lançamento de Hello, com o anúncio de seu quarto mini-álbum, intitulado Sherlock. A versão digital do álbum, foi lançada on-line através de várias fontes de música, como portais de música coreana e iTunes, em 19 de março de 2012. As cópias físicas de Sherlock foram lançadas em 21 de março na Coreia do Sul, e no dia seguinte o vídeo musical da canção "Sherlock (Clue + Note)" foi lançado no canal oficial no YouTube da S.M. Entertainment. Em 26 de março do mesmo ano, Shinee ao lado de seus companheiros de gravadora, tornaram-se acionistas da S.M. Entertainment. Eles receberam 340 partes cada (valor em torno de 13 600 dólares para cada membro). Eles começaram sua primeira turnê japonesa intitulada Shinee World 2012 em 25 de abril. A turnê teve um total de 20 concertos em Fukuoka, Sapporo, Nagoya, Osaka, Kobe, Tóquio e Hiroshima. Sua primeira turnê japonesa estabeleceu um novo recorde para o maior número de pessoas para a primeira turnê no Japão de um artista coreano com um total de 200 mil pessoas. O single "Sherlock" foi lançado no Japão em 16 de maio. A SM Entertainment anunciou em 14 de junho, que Shinee iria realizar seu segundo show solo, Shinee World II. A turnê começou em Seul em 21 e 22 de julho de 2012 na Olympic Gymnastics Arena.
Em 1º de setembro de 2012 o fã clube oficial japonês do grupo intitulado "Shinee World J" foi oficialmente anunciado às 12h00 JST. Para comemorar, Shinee realizou eventos para o fã-clube oficial chamado "Shinee World J Fanclub Event 2012" em 20 de dezembro do mesmo ano, em Osaka-jo Hall e em 24 de dezembro, em Makuhari Messe. Em 4 de outubro a EMI anunciou o primeiro jogo social do grupo chamado de "SHINee My Love", lançado em 10 de outubro. O jogo é tratado pela rede social de jogos para Android e iOS, Mobage. Shinee lançou o single original japonês "Dazzling Girl", em 10 de outubro. O single vendeu 97.111 na primeira semana e foi escolhida para ser a música-tema para a série de tv japonesa "Sukkiri". Para promover seu novo single, Shinee realizou o "Dazzling Girl Special Showcase" de 1° á 13 de novembro de 2012 no Zepp Hall em Fukuoka, Osaka, Tokyo, Nagoya, e Sapporo. Em 19 de novembro, juntamente com o ator Kim Soo-hyun, Shinee ganhou o "Ministry of Culture Award" pelo Ministério da Cultura da Coreia do Sul, Sports & Tourism and Korea Creative Content Agency's (KOCCA) e a premiação anual, "Korean Popular Culture & Arts Award" no Seoul Olympic Hall. Em 30 de novembro, Shinee participou do 2012 Mnet Asian Music Awards que foi realizado em Hong Kong, ganhando na categoria "Melhor Performance de Dança - Grupo Masculino"  para o seu single "Sherlock (Clue + Note)". O grupo lançou o seu primeiro single de balada japonesa 1000nen, Zutto Soba ni Ite..., como seu sexto single em japonês e seu DVD ao vivo para o sua turnê Shinee World 2012 em 12 de dezembro de 2012.

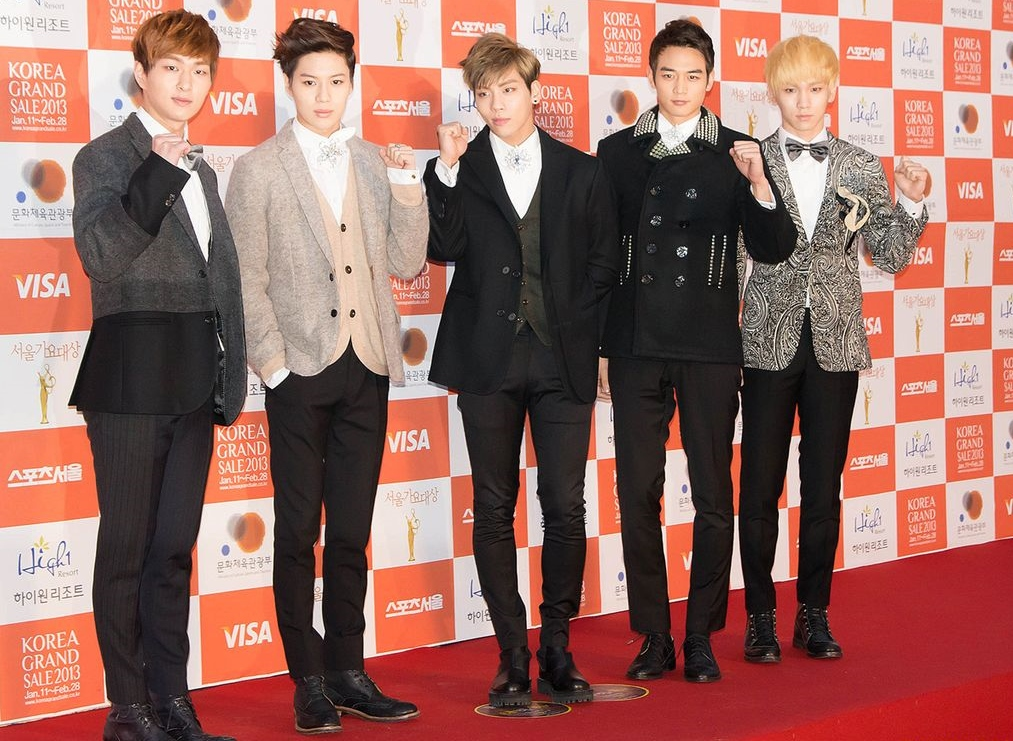
Shinee no tapete vermelho do Seoul Music Awards, em janeiro de 2013
(E–D: Onew, Taemin, Jonghyun, Minho e Key)

Em 15 de janeiro de 2013, Shinee participou do The 27th Golden Disk Award que foi realizado em Kuala Lumpur em Sentul International Circuit e foi coroado com o Prêmio de Popularidade, pela terceira vez, depois de ganhar o mesmo título em seus anos de mega sucesso em 2009 e 2010 e afirmação honrosa Disk Bonsang para "Sherlock" como seu segundo Bonsang até à data, com o último sendo um troféu para "Lucifer", em 2010. Em 1 de fevereiro do mesmo ano, foi revelado que Shinee iria lançar um novo single em japonês intitulado "Fire" em 13 de março. Em 3 de fevereiro, a MBC anunciou que Shinee estrelaria seu próprio espacial de Ano Novo Lunar intitulado "Shinee's Wonderful Day" indo ao ar no dia 10 de fevereiro. Para o especial, Onew visitou a Tailândia, Jonghyun visitou o Japão, Key e Minho visitaram a Inglaterra e Taemin visitou a Suíça. Em 7 de fevereiro, a SM Entertainment anunciou que o terceiro álbum em coreano do grupo seria lançado em sites de música nacionais em 19 de fevereiro e a faixa-título se chamaria "Dream Girl". Em 14 de fevereiro, Shinee realizou o evento "Melon Premiere Shinee Music Spoiler" no Olympus Hall, em Seul, onde revelou seis das nove músicas do álbum para 100 revisores de música, e anunciou que não só lançariam um terceiro álbum, mas que seria dividido em duas partes, sendo a primeira parte lançada no dia 19, intitulado Chapter 1. Dream Girl – The Misconceptions of You e que a segunda parte chamada Chapter 2. Dream Girl – The Misconceptions of Me seria lançada em abril. Em 16 de fevereiro, a SM lançou um medley para Chapter 1. Dream Girl – The Misconceptions of You, e dias depois o grupo lançou o álbum na Coreia do Sul e mundialmente pelo iTunes. A SM Entertainment revelou em 17 de abril, que o grupo, com a exceção de Jonghyun, retornariam com a segunda parte do álbum, que foi renomeado de Dream Girl – The Misconceptions of Me para Why So Serious? – The Misconceptions of Me. O lançamento ocorreu em 29 de abril de 2013. Eles promoveram como um quarteto no início devido a uma lesão que Jonghyun sofreu. A SM, comentou: "Jonghyun recebeu alta do hospital na semana passada, e até que ele esteja totalmente curado, ele vai se concentrar nos tratamentos."

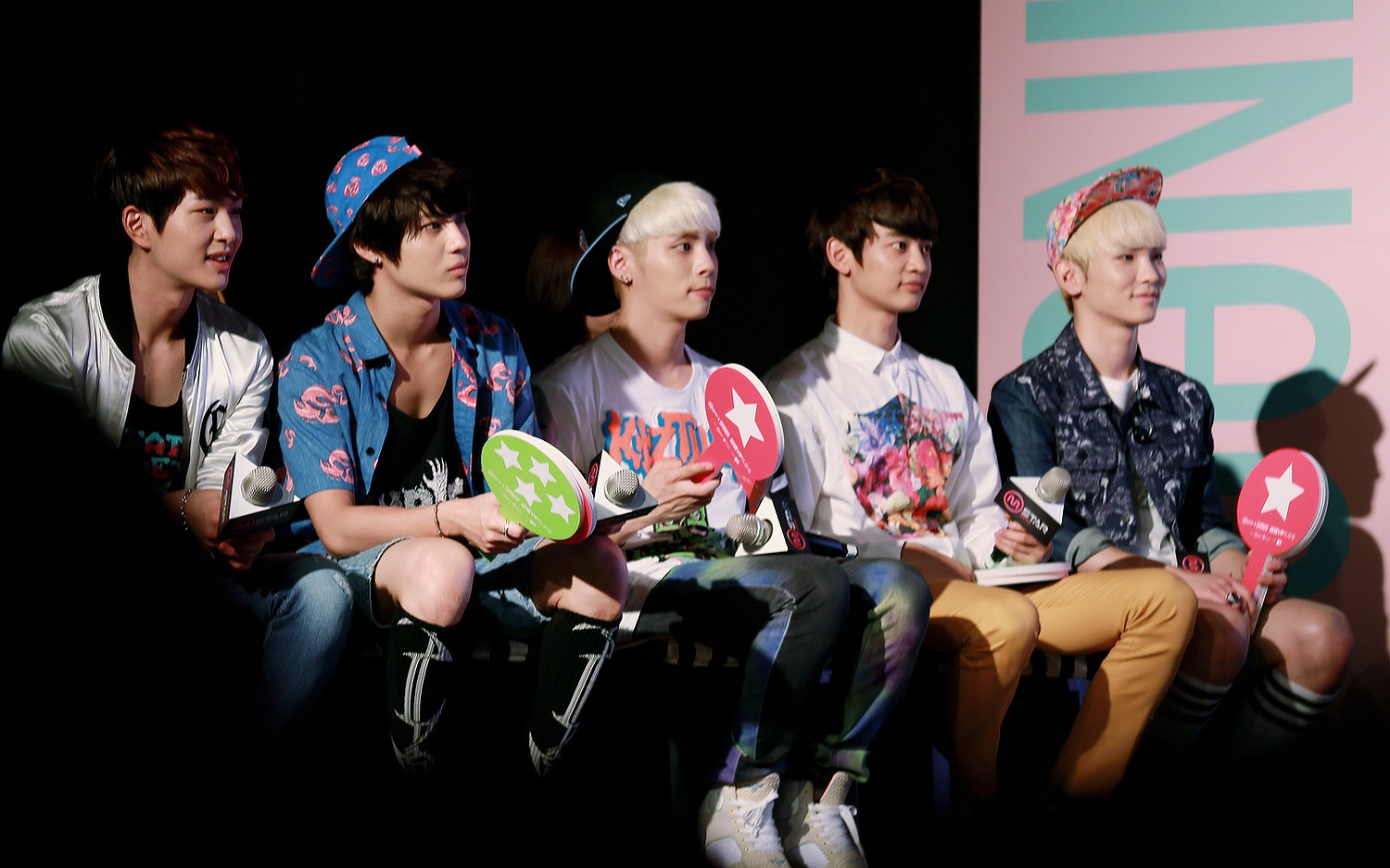
Shinee em agosto de 2013, no MStar em Taiwan
(E–D: Onew, Taemin, Jonghyun, Minho e Key)

Em 5 de maio de 2013, a EMI Music Japan revelou que Shinee iria lançar seu segundo álbum em japonês, intitulado "Boys Meet U" em 26 de junho. Em 7 de junho, a EMI revelou que Shinee promoveria "Boys Meet U" em eventos especiais em todo o Japão, em outubro. Em 22 de junho, a Universal Music Japan lançou um preview para o videoclipe da música "Breaking News". Sendo o primeiro lançamento do grupo sob o selo da Universal Music Japan, como resultado da dissolução da EMI e absorção da Universal Music em abril de 2013. Em 28 de junho o grupo começou sua segunda turnê pelo Japão. Em 1 de agosto, a SM revelou que o grupo lançaria a combinação das duas partes de seu terceiro álbum em coreano intitulado The Misconceptions of Us, contendo duas músicas novas: Selene 6.23 e Better Off. A Universal Music Japan revelou que Shinee lançaria em 21 de agosto, o seu oitavo single em japonês, "Boys Meet U". Além de "Boys Meet U" o lançamento também incluiu "Sunny Day Hero" e a versão em japonês de "Dream Girl", as quais foram realizados durante a sua segunda turnê pelo Japão. Em 29 de setembro, a S.M. Entertainment anunciou que o grupo lançaria seu quinto EP, Everybody, em 14 de outubro de 2013. A S.M. anunciou em 3 de outubro que Shinee iria se apresentar no Gangnam Festival 2013 para seu retorno especial, intitulado "SHINee COMEBACK SPECIAL in Gangnam Hallyu Festival". Em 6 de novembro, a S.M. Entertainment anunciou seu festival de música chamado SM Town Week. O concerto do Shinee, intitulado The Wizard, abriu o evento em 21 de dezembro de 2013, apresentando canções e faixas de sucesso do grupo a partir do seu terceiro álbum, incluindo "Hitchhiking" e "Nightmare".

### 2014–2015:I'm Your Boy,Odde repercussão internacional

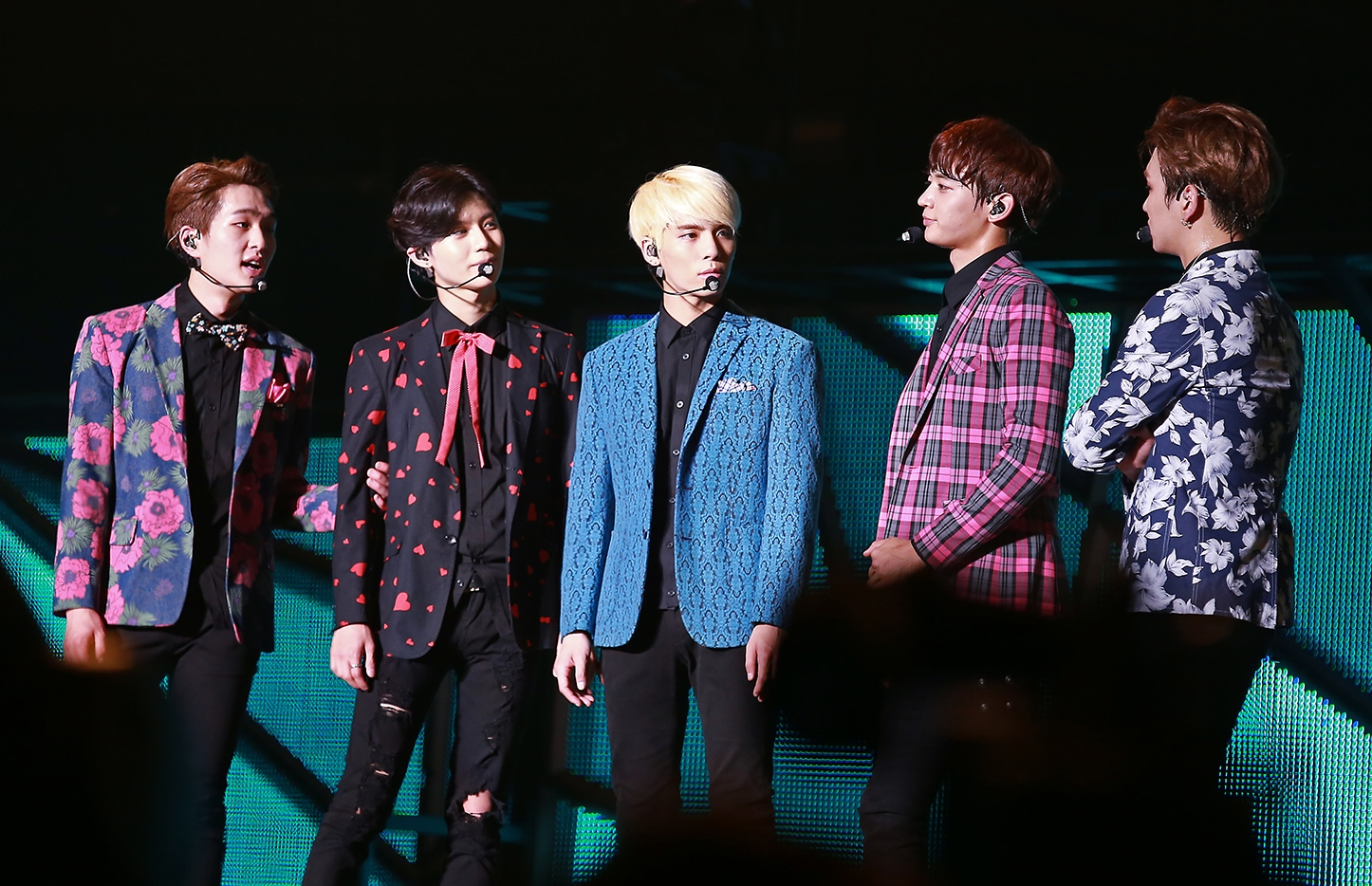
Shinee na SHINee World Concert III em Taiwan, em maio de 2014
(E–D: Onew, Taemin, Jonghyun, Minho e Key)

Em 29 de janeiro de 2014 a S.M. Entertainment anunciou que Shinee iria realizar seu terceiro concerto solo em março chamado Shinee World III, sendo a primeira turnê do grupo a passar pela América Latina. Em 24 de fevereiro o prefeito de Gangnam District, Shin Yeon-hee, anunciou que o grupo foi nomeado embaixador honorário de Gangnam District, Seul. Em 2 de abril o grupo lançou seu segundo álbum ao vivo intitulado The 2nd Concert Album "Shinee World II in Seoul", o álbum foi gravado durante sua segunda turnê, "Shinee World II", em julho de 2012. Em 19 de maio, a Universal Music Japan revelou que Shinee lançaria "Lucky Star", seu décimo single em japonês, em 25 de junho como seu primeiro lançamento sob a EMI Records (anteriormente Nayutawave Records). Em 29 de maio, a Universal Music revelou que o grupo embarcaria em sua terceira turnê pelo Japão, de setembro a dezembro de 2014. A partir de 28 de setembro, o grupo começou sua turnê em Chiba, com trinta performances programadas em todo o país, eles concluíram sua turnê em 14 de dezembro em Kobe. Em 29 de junho de 2014 o décimo single em japonês do grupo, Lucky Star, foi lançado pela Universal Music Japan subselo da EMI Records Japan. O vídeo teaser para o single foi lançado através do canal no YouTube da Universal Music em 19 de maio, e a versão curta do vídeo musical foi lançado em 30 de maio. Em 12 de agosto, a Universal Music anunciou que o grupo iria lançar seu terceiro álbum em japonês, intitulado I'm Your Boy, em 24 de setembro de 2014, precedido pelos singles "Boys Meet U", "3 2 1" e "Lucky Star". O vídeo teaser de "Downtown Baby", a faixa-título do álbum, foi lançado em 5 de setembro.
Em 11 de dezembro de 2014, o grupo lançou seu terceiro álbum ao vivo, The 3rd Concert Album "Shinee World III", gravado na turnê Shinee World III, realizada na Olympic Gymnastics Arena em 8 e 9 de março do mesmo ano, contendo dois CDs com um total de 33 faixas. A S.M. Entertainment revelou em 15 de dezembro que Shinee foi capaz de preencher o World Memorial Hall, em Kobe, no Japão, com 16 000 fãs entre 13 e 14 de dezembro. Com isso, o grupo concluiu com êxito a sua turnê de 30 concertos que começou no Ichihara City Hall, em Chiba, reunindo 200 000 fãs no geral. Além disso, foi confirmado que Shinee iria realizar um concerto solo no Tokyo Dome, pela primeira vez desde sua estreia no Japão em 14 e 15 de março de 2015. O concerto no Tokyo Dome foi o final e bis para a sua turnê japonesa.

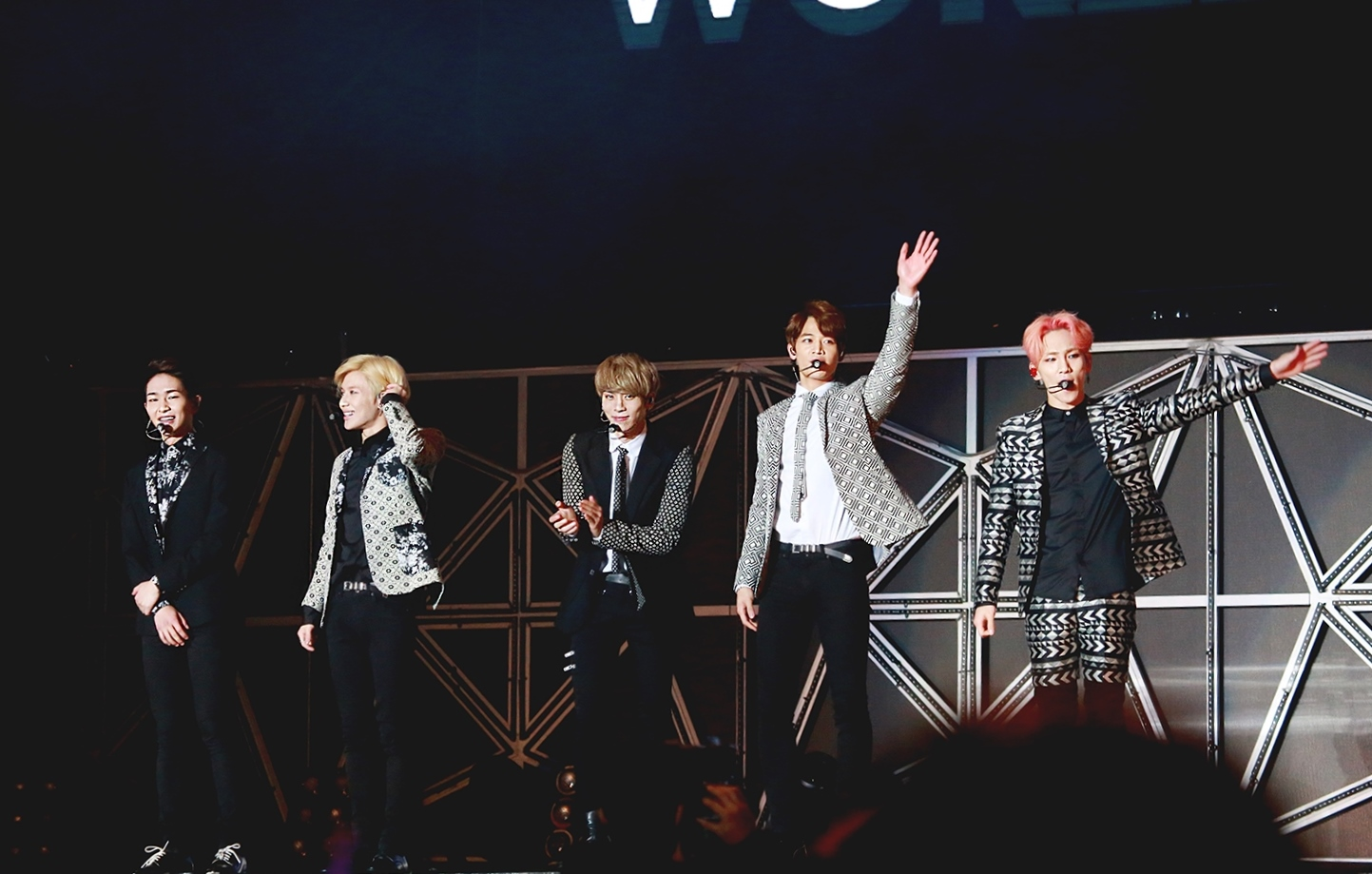
SHINee se apresentando na SMTown Live World Tour IV em março de 2015
(E–D: Onew, Taemin, Jonghyun, Minho e Key)

Em 6 de fevereiro de 2015, foi anunciado que Shinee lançaria seu décimo primeiro single em japonês, "Your Number", em 11 de março do mesmo ano. Em 17 de fevereiro, o grupo se apresentou como o único artista coreano no Programa do Ano Novo Lunar da China, "Chun Jie Wan Hui", organizado pela Liaoning TV. Em março de 2015, foi revelado que o grupo iniciaria a sua quarta turnê em 15, 16 e 17 de maio. Em maio do mesmo ano, o grupo anunciou que iria fazer seu retorno tão aguardado com seu quarto álbum de estúdio em coreano, intitulado "Odd", em 18 de maio e no dia seguinte lançou o vídeo musical para a canção-título "View", uma canção escrita por Jonghyun e produzida por LDN Noise. "View" recebeu mais de 1 milhão de visualizações logo após seu lançamento. O álbum encabeçou vários gráficos, ficando na #1 posição da semana de 18-24 maio. Bem como no iTunes em seis países diferentes. O vídeo musical de "View" foi o vídeo de K-pop mais assistido mundialmente no mês de maio de 2015. Depois de seu lançamento, "Odd" estreou na #1 posição no World Albums da Billboard, e na #9 posição no Heatseekers Albums. O álbum vendeu mais de 165 000 em seu primeiro mês de lançamento na Coreia do Sul. Em 29 de julho, foi anunciado que a versão repaginada do álbum, intitulado Married To The Music, seria lançado em 3 de agosto de 2015 com quatro músicas adicionais: "Married To The Music", "Savior", "Hold You" e "Chocolate". Em 2 de agosto, o vídeo musical da canção-título "Married To The Music" foi lançado, ultrapassando a marca de 1 milhão de visualizações em poucas horas. A canção liderou vários gráficos em tempo real, tais como Melon, Genie, Naver, Bugs, Olleh, Mnet e Soribada. Em 14 de setembro, foi anunciado que Shinee lançaria seu décimo segundo single em japonês, "Sing Your Song", em 27 de outubro de 2015. Em 13 de dezembro do mesmo ano foi lançado o vídeo musical da canção "DxDxD".

### 2016–2017:DxDxD,1 of 1,Fivee morte de Jonghyun
Shinee lançou seu quarto álbum de estúdio em japonês, intitulado DxDxD, em 1 de janeiro de 2016 contendo os hits "Your Number", "Love", "Sing Your Song" e a versão em japonês de "View". O álbum liderou as paradas da Oricon por 2 semanas consecutivas. O grupo deu início a turnê Shinee World 2016 em 30 de janeiro no Marine Messe Fukuoka, chegando ao fim em 19 de maio do mesmo ano no Tokyo Dome. 182 mil ingressos para o concerto foram vendidos até 17 de fevereiro, tornando-se a melhor turnê do grupo em números de vendas no Japão, até a data, com mais de 338 000 ingressos vendidos. Ainda em fevereiro, a Forbes lançou a Korea Power Celebrity 40, incluindo Shinee mais uma vez. Em 28 de março do mesmo ano, o grupo participou do "23rd East Billboard Music Awards" e recebeu o prestigioso prêmio de Melhor Grupo da Ásia, sendo o único grupo de K-Pop convidado para participar e se apresentar na cerimônia. Em 20 de abril de 2016, o grupo lançou o álbum ao vivo The 4th Concert Album "Shinee World IV", gravado em Seul durante o concerto Shinee World IV em 2015.

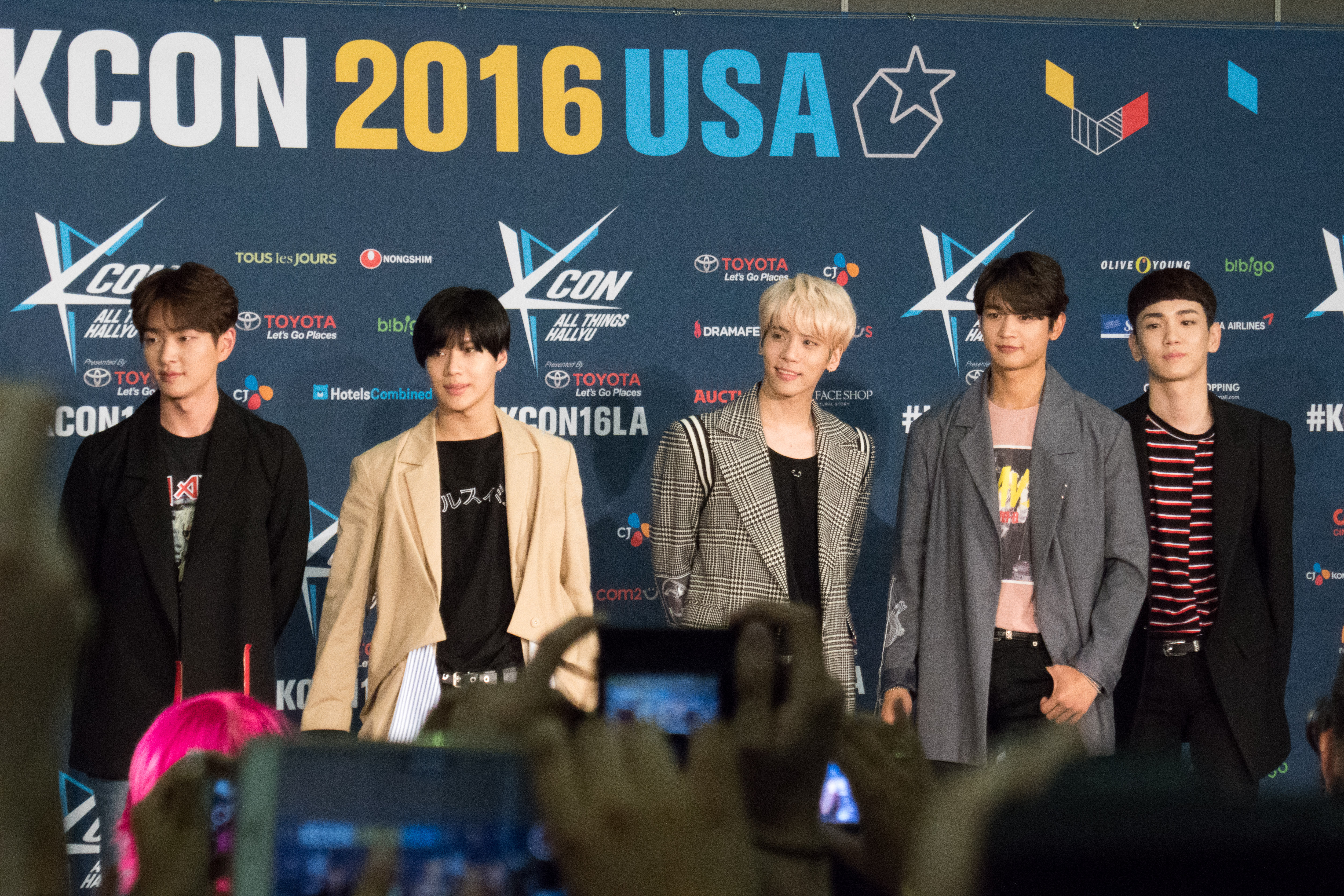
SHINee durante o KCON'16 em Los Angeles, California, em julho de 2016
(E–D: Onew, Taemin, Jonghyun, Minho e Key)

Shinee realizou seu primeiro fanmeet nos Estados Unidos, no Rosemont Theatre em Chicago em 8 de maio de 2016, tendo seus 4 400 ingressos esgotados em menos de 30 segundos. Seu 13º single em japonês, "Kimi no Sei de", foi lançado em 18 de maio, vendendo mais de 69 mil cópias de álbuns no Japão. Em 2 de junho, o grupo participou do festival KCON realizado em Paris, França. Também para o primeiro semestre de 2016 Shinee ficou em terceiro lugar no Japão por seus números de público em concertos com cerca de 364 000 pessoas em 20 concertos. Em 31 de julho, o grupo realizou seu segundo fanmeet nos Estados Unidos, no Verizon Theatre at Grand Prairie em Dallas. O grupo deu início a turnê de concertos Shinee World V em 4 de setembro, em Seul.
Em 1 de outubro de 2016, o grupo participou do Spectrum Dance Music Festival. Em 5 de outubro, foi lançado seu quinto álbum de estúdio em coreano, intitulado 1 of 1, com a faixa-título do mesmo nome. O álbum dá um giro modernizado no gênero retro, e remete ao período dos anos 1980-1990. O álbum alcançou a #1 posição no Gaon Album Chart, e #2 no World Albums da Billboard, além de vender mais de 170 mil cópias em seu primeiro mês de lançamento na Coreia do Sul. A versão repaginada do álbum, intitulada 1 and 1, foi lançada em 15 de novembro do mesmo ano com cinco novas músicas. Em 21 de dezembro de 2016, Shinee lançou seu 14º single em japonês, "Winter Wonderland", que estreou no número dois no Oricon Charts e vendeu mais de 80 mil cópias em uma semana.
Em janeiro de 2017, o grupo lançou o vídeo musical da canção "Get The Treasure", como faixa de pré-lançamento do álbum Five. O álbum foi lançado fisicamente em 22 de fevereiro, vendendo mais de 49 mil copias em seu primeiro dia de lançamento. Para promover o álbum, deram início a sua quinta turnê no Japão, Shinee World 2017, começando no Sun Dome Fukui em 28 de janeiro de 2017 e terminando em Tóquio em 30 de abril do mesmo ano, com um total de 25 shows em 10 cidades. Para o primeiro semestre de 2017, Shinee ficou em sexto lugar no Japão por seus números de público em seu concerto com aproximadamente 338 238 pessoas, alcançando a classificação mais alta de todos os artistas coreanos na lista, sendo o único a entrar no top dez com sua turnê, Shinee World 2017. Mais tarde, o grupo adicionou quatro apresentações adicionais para a turnê no Tokyo Dome e Kyocera Dome a partir de setembro de 2017. Em 18 de dezembro de 2017, foi confirmado o falecimento de Kim Jong-hyun aos 27 anos de idade, após inalar monóxido de carbono. Ele foi encontrado inconsciente em seu apartamento em Gangnam, Seul, e levado imediatamente para o hospital onde faleceu.

### 2018–2022:The Story of Light, serviço militar eDon't Call Me

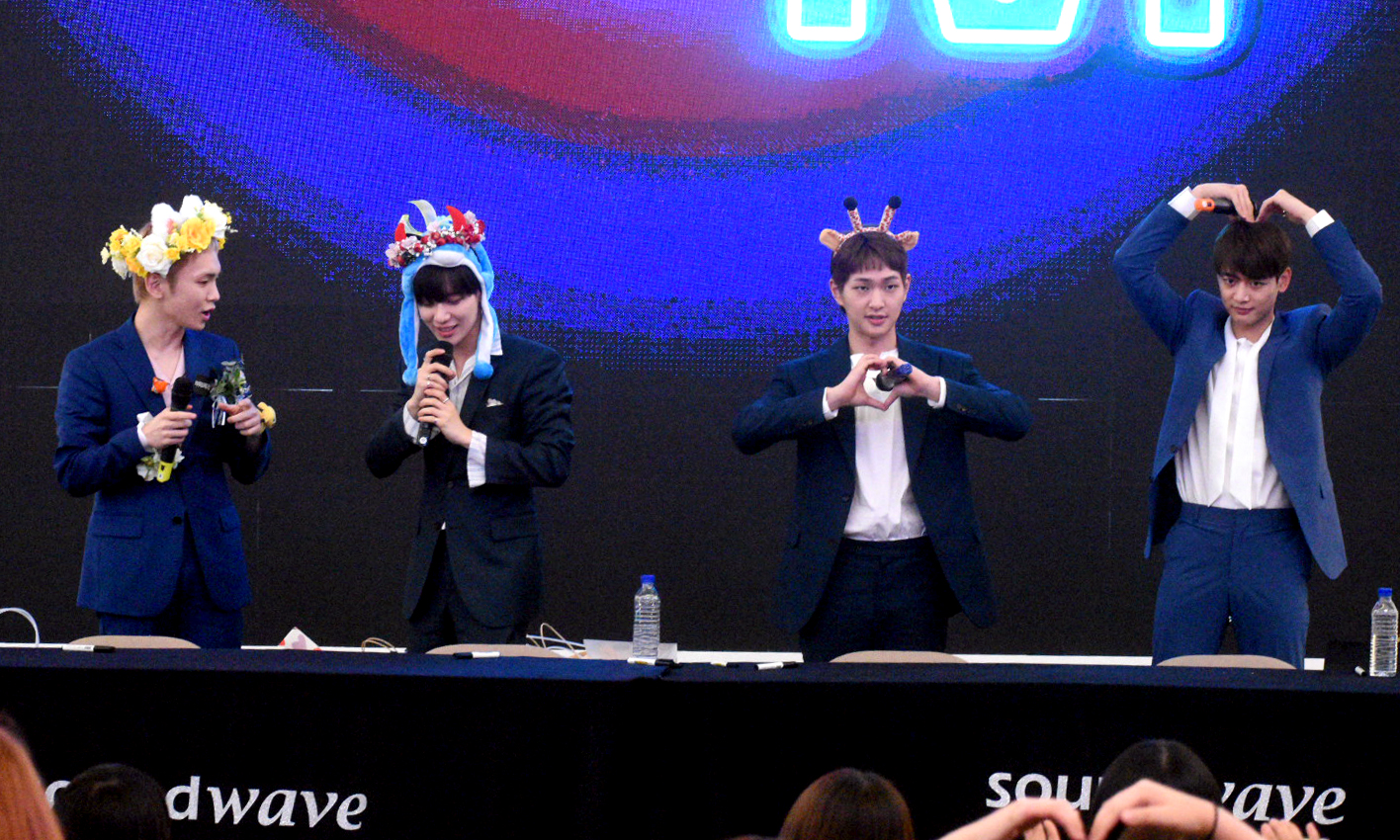
Shinee em um evento de autógrafos para o álbum The Story of Light em Goyang, em junho de 2018
(E–D: Key, Taemin, Onew e Minho)

Shinee estava programado para ter uma série de concertos no Japão em fevereiro de 2018, e depois de entrar em discussão sobre se os adiaram, decidiram continuar promovendo como um grupo de quatro membros e prosseguir com sua turnê japonesa conforme previsto. Em 26 de março de 2018, o grupo lançou o single japonês, "From Now On", postumamente com Jonghyun. O grupo lançou o álbum compilatório SHINee The Best From Now On no Japão em 18 de abril de 2018, vendendo mais de 89 mil cópias em sua primeira semana de lançamento. O grupo revelou na noite de 30 de abril de 2018 em um post no Twitter, o lançamento de um novo álbum no final de maio, para coincidir com seu décimo aniversário, e também um fanmeeting no "SHINee Day" em Seul para 27 de maio, sendo a primeira interação do grupo com o público sul-coreano desde o falecimento do membro Jonghyun em dezembro passado. Em 16 de maio de 2018, a SM Entertainment revelou teasers para o sexto álbum coreano do grupo dividido em 3 partes, intitulado The Story of Light. A primeira parte do álbum foi lançada em 28 de maio com o single "Good Evening". e a segunda parte da trilogia foi lançada em 11 de junho com o single "I Want You". Segundo o grupo, a segunda parte do álbum representa a visão do grupo sobre si mesmo, enquanto a primeira parte reflete o que os outros pensam deles. A terceira e última parte do álbum foi lançada em 25 de junho, sendo liderada pelo single "Our Page", dedicado a Jonghyun. As duas primeiras partes estrearam na primeira posição na Gaon Album Chart, enquanto a terceira parte estreou na segunda posição.
Em 1º de agosto de 2018, as versões em japonês de "Good Evening" e "I Want You" foram lançadas como parte do 15º single japonês do Shinee, "Sunny Side", juntamente com a faixa título de mesmo nome, escrita pelos próprios membros do grupo. Dias depois o grupo lançou o álbum compilatório The Story of Light Epilogue, contendo todas as faixas de seu sexto álbum em coreano, The Story of Light. O grupo voltou a encabeçar as paradas musicais com o Epiloque. Todas as versões do The Story of Light entraram para lista dos álbuns mais vendidos de 2018 na Coreia do Sul, com mais de 360 mil cópias vendidas.
Onew se alistou em seu serviço militar obrigatório em dezembro de 2018. Foi anunciado em 17 de janeiro de 2019 que Key e Minho se alistariam antes de julho de 2019. Key foi aceito como membro da banda do serviço militar em 24 de janeiro de 2019, e se alistou em 4 de março do mesmo ano. Minho foi confirmado como candidato aos fuzileiros navais em 18 de março de 2019, com confirmação de sua inscrição em 21 de março. Minho se alistou oficialmente em 15 de abril de 2019. Onew foi liberado de suas atividades como soldado em 20 de julho de 2020, exercendo suas funções militares por 1 ano e 7 meses. Key foi dispensado de suas atividades militares em 7 de outubro do mesmo ano. Minho foi dispensado de suas atividades no exército sul-coreano em 14 de novembro de 2020.

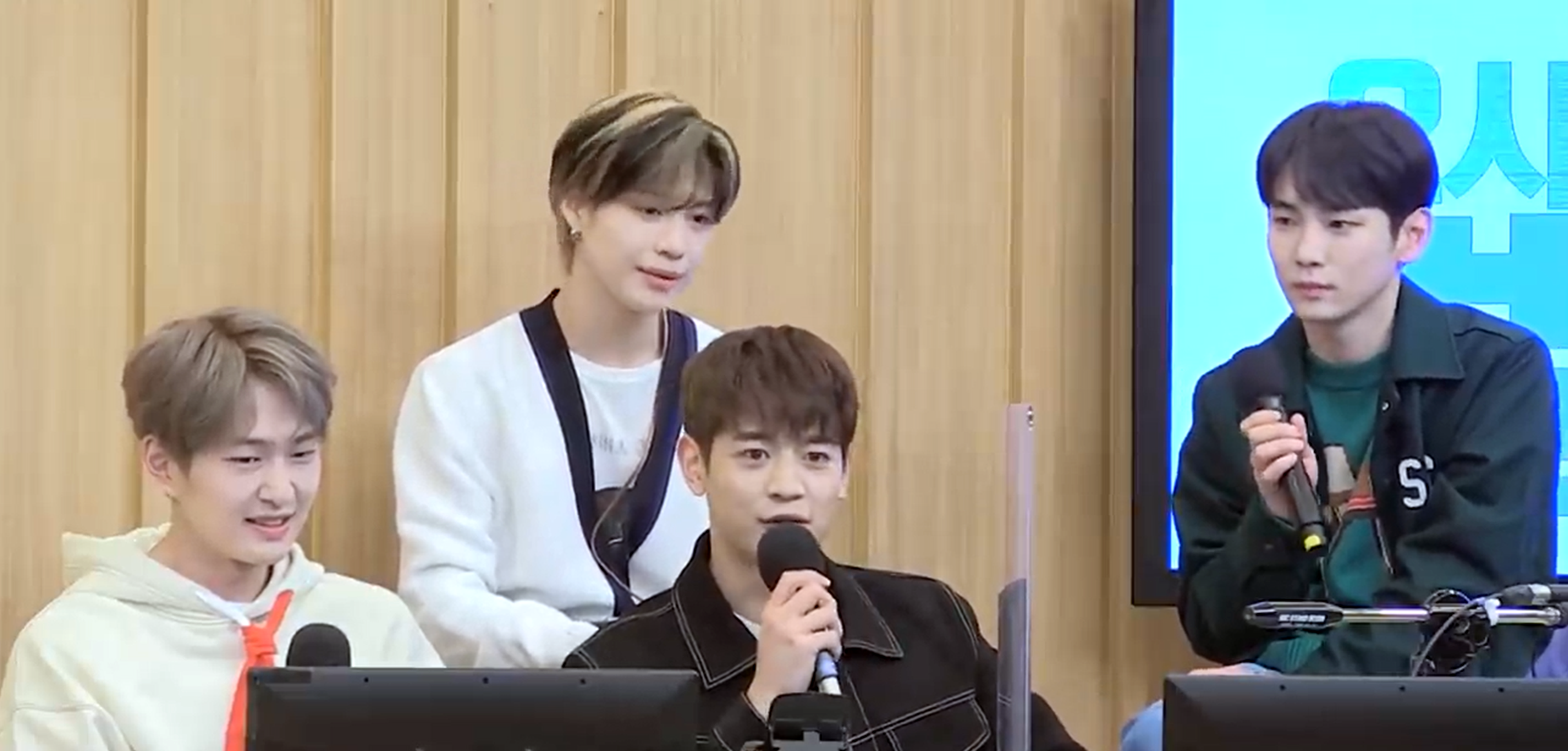
Shinee durante o Cultwo Show na SBS Power FM, em fevereiro de 2021
(E–D: Onew, Taemin, Minho e Key)

Em 6 de janeiro de 2021, a SM Entertainment anunciou que o Shinee faria seu primeiro retorno em mais de dois anos com um novo álbum. Em 31 de janeiro o grupo realizou a live especial "The Ringtone: SHINee is back", transmitida por meio de seus canais no YouTube e Naver V Live. Durante a live, o Shinee anunciou que voltaria com seu sétimo álbum de estúdio Don't Call Me em 22 de fevereiro. O lead single de mesmo nome foi escrito por Kenzie, é descrita como "uma emocionante canção de dança [que] captura emoções complexas após uma traição" e uma "expressão direta da dor de ser totalmente traído." Shinee promoveu o álbum através de vários programas musicais, shows de variedades e programas de rádio, onde iniciaram as promoções no programa M Countdown, onde apresentaram "Don't Call Me" e "Heart Attack". O grupo recebeu vitórias em programas musicais pela faixa "Don't Call Me" no Show Champion, M Countdown, Show! Music Core e Inkigayo durante a primeira semana de elegibilidade, bem como troféus no Show Champion e M Countdown na semana seguinte. Após seu lançamento, Don't Call Me estreou em número um na Gaon Album Chart na semana que terminou em 27 de fevereiro de 2021. O álbum estreou na sétima posição na parada World Albums da Billboard, tornando-se sua primeira entrada na parada em três anos, bem como sua décima segunda entrada no top 10. Don't Call Me foi certificado com um disco de platina pela KMCA, se tornando o primeiro álbum do grupo a conquistar essa certificação em seu país de origem.
Shinee realizou um show online, Shinee World, para o Beyond Live, em 4 de abril através do V Live. Foi o primeiro concerto online do grupo, bem como o primeiro concerto desde a digressão Shinee World The Best 2018. A versão reeditada de Don't Call Me, intitulada Atlantis, foi lançada em 12 de abril de 2021, apresentando três novas canções juntamente com a faixa-título de mesmo nome. O álbum estreou na segunda posição na Gaon Album Chart, além de vender quase 120 mil cópias apenas em abril. Taemin se alistou como parte da banda militar em 31 de maio, tornando-se o último membro do grupo a se alistar no exército. O grupo lançou o single japonês "Superstar", em 24 de junho de 2021, precedendo o lançamento da versão digital de seu extended play de mesmo nome, em 28 de junho, sendo o seu primeiro lançamento japonês desde 2018. A versão física do EP foi lançada em 28 de julho do mesmo ano. Depois de seu lançamento o EP alcançou o primeiro lugar na parada de álbuns diária da Oricon, e depois também alcançou o primeiro lugar na parada semanal de álbuns da parada.

### 2023–presente:Hard
Em 4 de abril de 2023, Taemin foi dispensado do serviço militar. De 27 a 28 de maio, Shinee realizou um fanmeeting intitulado Piece of Shine comemorando seu 15º aniversário na Jamsil Arena. O fanmeeting com ingressos esgotados foi o primeiro evento offline do grupo completo desde 2018. O segundo dia do fanmeeting foi transmitido ao vivo globalmente via Beyond Live e foi assistido simultaneamente em 102 regiões diferentes. No evento, eles revelaram uma nova música inédita chamada "The Feeling". Logo depois, o grupo anunciou sua sexta turnê asiática, Shinee World VI: Perfect Illumination, começando com três shows realizados na Olympic Gymnastics Arena em Seul, de 23 a 25 de junho. Eles lançaram seu oitavo álbum de estúdio em coreano, Hard, em 26 de junho, junto com o primeiro single de mesmo nome. Eles continuaram em turnê no Japão a partir de setembro de 2023.

## Integrantes
O grupo estreou em maio de 2008 como o terceiro quinteto masculino da SM Entertainment. Sua formação original consistia em Onew, Jonghyun, Key, Minho e Taemin. Em 2005 os membros Jonghyun e Taemin juntaram-se a SM Entertainment. No ano seguinte Onew juntou-se a agência, após ser sondado por Lee Soo-man, fundador da SM, no showcase de estreia do Girls' Generation. Ainda em 2006 Key e Minho entraram para a agência após audições bem-sucedidas. Jonghyun faleceu em 18 de dezembro de 2017 aos 27 anos de idade.
| - Onew (온유) – Líder e vocalista principal. - Key (키) – Rapper líder, dançarino líder e vocalista líder. - Minho (민호) – Visual, rapper principal e vocalista. - Taemin (태민) – Dançarino principal, vocalista líder e maknae. | - Jonghyun (종현) – Vocalista principal. |

### Timeline
Notas
1. ↑  Maknae é uma expressão em coreano que corresponde ao "mais novo" do grupo.
2. ↑  Oficialmente Jonghyun não deixou o grupo, ele segue sendo um membro do SHINee, mesmo após o seu falecimento em 2017.

## Características artísticas

### Imagem
Shinee é conhecido por seu estilo de moda, criado pelo designer Ha Sang-baek (하상백), que conta com tênis de cano alto, jeans skinny e blusas coloridas. Seu estilo criou uma tendência na moda entre os estudantes que a mídia apelidou de "SHINee Trend". Nos primeiros anos de sua carreira, o grupo passava uma imagem de "garotos inocentes". O conceito "encanto infantil" foi um fator importante para Shinee ganhar fãs. Em 2009 com o lançamento de Romeo o conceito usado foi uma releitura futurística do clássico de Shakespeare, Romeu e Julieta, com cores porém em tons mais suaves e com alguns detalhes metálicos, já o brilho ficou por conta das pedrarias e acessórios. Com o lançamento de 2009, Year of Us o estilo do grupo tornou-se mais maduro, com cores sóbrias e muito vermelho, embora ainda tenham continuado com a imagem única do Shinee. Além disso, em vez de trabalhar com artistas e fotógrafos famosos, o departamento Visual e Diretor de Arte da S.M. Entertainment geralmente trabalha com talentos up-and-coming, com novas ideias para conceitos do grupo.
Quando Shinee estreou em 2008, com Replay, não foi apenas sua música, que ganhou a atenção, mas também seu estilo colorido - especialmente seus jeans skinny - e quatro anos mais tarde, em 2012, os membros do Shinee mantiveram seu conceito colorido, para Sherlock. Seu designer Ha Sang-beg declarou em uma entrevista ao Korean Times: "Muito tem evoluído ao longo dos anos, desde que eu mudei seus estilos para refletir sua música. A sensação de seu single de estréia ainda existe, misturando o overground com o subterrâneo, alta costura com moda de rua... mas é muito moderno, assim como Shinee". Em 2013 o grupo dominou as revistas de moda com seu visual sexy. Quando promoveu o single "Boys Meet U" em agosto de 2013, o grupo trouxe à tona o seu lado "fresh", preferindo o conforto e a simplicidade, usando camisetas básicas com predominância do azul e muitas listras, cardigãs e até mesmo papetes. O mini-álbum Everybody apresentou os meninos em um conceito militar da força aérea. Este conceito mostrou um Shinee mais maduro, visionário e másculo, para isso foi escolhida uma coleção do designer de moda americano Thom Brown.

### Vocais e dança
Shinee são reconhecidos por sua abordagem inovadora para a música e coreografia incomparável e são considerados como um dos melhores vocalistas ao vivo e dançarinos no pop coreano. De acordo com a mídia, SHINee são conhecidos por suas boas performances vocais e coreografias complexas  (apelidados de CD-Nee como uma referência para os seus desempenhos vocais como o áudio do álbum), mas também por seu tipo único de música que é bastante diferente do K-pop habitual. No showcase da SM Entertainment em Nova York em outubro de 2011, Jon Caramanica do New York Times resumiu-os como "o mais ambicioso" da noite e também elogiou o forte desempenho vocal do grupo. Além disso, ele afirmou: "As suas músicas, especialmente "Replay", "Ring Ding Dong" e "Juliette", são a mais arriscadas, mesmo que tenha mexido apenas um pouco dessa fórmula de K-pop poliglota". Kim Joo-hyun do Beff Report considera a maior força do Shinee o desmantelamento das fronteiras entre o papel de principal vocal e subvocal. Ele enfatizou positivamente a harmonia entre os dois vocais principais, Onew e Jonghyun, dizendo que eles cantam com uma estética de "contraste", o que significa que eles não podem ser separados uns dos outros; Pelo contrário, eles realmente se adequam um ao outro quando reunidos, mas ele também elogia o desenvolvimento vocal de Taemin, o membro mais novo do grupo. Jakob Dorof, da revista mensal britânica "Dazed", descreveu Shinee com as palavras "Visuais tecnicolor", "coreografia tão coordenada como ballet" e "músicas de sucesso", afirmando que eles são um grupo que encarna a harmonia dessas qualidades melhor do que qualquer outra pessoa. Tamar Herman da Paste Magazine descreveu Shinee como um dos grupos de dança mais populares do K-pop, "com movimentos de dança de ponta que são tão tecnicamente criativos quanto a canção que eles estão realizando".
| “ | "Os garotos estão em constante estado de girar, pular e levantar uns aos outros no videoclipe que o acompanha. Nos primeiros 45 segundos, assista SHINee ir ao chão para fazer intensos passos de dança full-blown. O único momento que parece que os garotos conseguem respirar é enquanto estão agindo em câmera lenta fazendo as sequências." "Um destaque vem durante a ponte (3:30) quando os garotos se juntam ao redor do integrante Taemin para simular estarem dirigindo um avião humano. O movimento é uma reminiscência de quando TVXQ junta seus braços com os dos dançarinos para criar a ilusão de um braço gigante, durante as performances de Catch Me." | ” |

Shinee trabalhou com coreógrafos consagrados, como Rino Nakasone, que coreografou as primeiras canções do grupo como "Replay" e "Love Like Oxygen" em 2008, "Juliette" em 2009 e o hit "Lucifer" em 2010, que foi nomeado para o "Best Dance Performance" no Mnet Asian Music Awards em 2010. Misha Gabriel coreografou a música "Amigo" (2008) e também "Ring Ding Dong" (2009). Tony Testa trabalhou nas canções "Sherlock" (2012) e "Dream Girl" (2013), que se caracterizam por um estilo único e distinto, enquanto Ian Eastwood trabalhou em "View" (2015) - rompendo com os grupos habituais de coreografia poderosa e precisa e trabalhando em vez disso com um estilo groove que mostra o trabalho de equipe do grupo. Todas as três canções foram premiadas com o "Best Dance Performance Award" no Mnet Asian Music Awards em 2012, 2013 e 2015.

### Estilo musical
"Eu aprendi muito poucas coisas que podemos fazer como um grupo que não seria possível se eu estivesse sozinho. Então, quando nós trabalhamos juntos, tentamos coisas mais desafiadoras com tudo. Mesmo se questionar se podemos realizá-lo, nós tentamos sempre. Como SHINee, temos de continuar a luta e fazer as coisas que são um pouco mais sofisticada e detalhada "

– Jonghyun discutindo os estilos musicais do grupo.
O gênero musical predominante do grupo é o R&B contemporâneo. Mas eles também são conhecidos por suas experiências com gêneros, incluindo funk rock, hip hop e EDM. Os hits iniciais do grupo como "Replay" e "Lucifer" utilizam o R&B e dance pop, enquanto singles como "Get Down" e "Jo Jo" exploraram outros estilos musicais como hip-hop e dance. O terceiro álbum do Shinee é significativamente influenciado pelo funk rock, electronic music e rock. O grupo fez uma transição para o complextro, com o lançamento de "Everybody". "Symptoms" pertence ao gênero musical slow jam com uma influência do estilo característico do Shinee, o R&B. Já "Close the Door", pertence ao gênero musical waltz, utilizando uma mistura complexa de picadas de sintetizadores e cordas para produzir uma melodia "bela",
O colunista de K-pop da Billboard Jeff Benjamin escreveu que "músicas como "Punch Drunk Love" e "Aside" sonoramente recordam os sons de Michael Jackson e Lionel Richie, respectivamente", enquanto "faixas como "Beautiful" e "Runaway" combinam elementos de produção eletrônica únicas sobre harmonias de boy band açucaradas para criar música pop durante todo o ano ". Shinee como um grupo é conhecido por seu som experimental e vários gêneros com cada novo lançamento, como o quinto extended play do grupo Everybody, cuja canção-título é classificada no gênero complextro.  Jakob Dorof do Tiny Mix Tapes declarou que "Everybody é uma prova positiva de que, mesmo em uma indústria de cultura projetada para minimizar o papel da musicalidade real, o talento encontrará seu caminho para o topo." Ele também observou que "Close the Door" destaca a natureza experimental e versátil da música do Shinee, que freqüentemente aparece em territórios desconhecidos.
Com o lançamento de seu quarto álbum em coreano, o grupo retorna ao seu velho som enquanto experimenta com novos gêneros, como o deep house. O álbum Odd apresentou uma série de estilos, incluindo os dois singles, o electro-house "View" e a faixa Rocky Horror-funk "Married to the Music." Alexis Hodoyan-Gastelum da MTV IGGY elogiou a canção-título "View", descrevendo-a como uma grande e descontraída jam de verão, embora "a canção nos engane pensando que é uma balada uptempo antes de atingir seu pico techno no refrão." Jeff Benjamin, por outro lado, elogiou "Odd Eye", que é escrita e composta pelo membro Jonghyun, Benjamin afirma que o grupo "retorna para o lado R&B do Shinee com vocais de penas, harmonias apertadas e o falsete de uivos do  membro Onew age como uma peça central", mas ele também acrescenta "apesar de inicialmente estrear com um som de R&B, Shinee é sem dúvida mais emocionante quando está experimentando". Com "Trigger", o grupo apresenta um som diferente, tomando um rumo mais escuro com batidas de R&B, infusão de xilofones e grandes gotas de baixo, a faixa contém um punhado de sons que raramente se misturam, mas funcionam muito bem com as letras.

## Outros empreendimentos

### Endossos
Durante sua carreira o grupo endossou várias marcas, tais como marca de cosméticos Nana's B e a marca esportiva Reebok. Eles também endossaram a marca de roupas Maypole bem como populares marcas de cosméticos coreanos, como Etude House e The Saem. Em 2012, a Etude House’s Lash Pump 3-Step Volume-Cara, um micro-site de "cílios de boneca" escolheram como principais modelos de publicidade Sandara Park e Shinee, aparecendo como fantoches, e foram premiados com o primeiro lugar nas categorias "Movile Marketing" e "Product Promotions" no 9th Web Award Korea. O grupo também fez parte da série webtoon intitulada "ENT", inspirada na popular história em quadrinhos "The Blade of the Phantom Master". Além disso, o grupo aprovou a marca esportiva Skechers e colaborou com Naver e Skechers para t-shirts e bonés personalizados pelos membros do grupo. Em geral, Shinee são modelos com influência sobre os consumidores, como produtos com o rótulo Shinee pode aumentar a receita das empresas - "Shinee's Sparking Water", uma simples garrafa de água engarrafada, que é vendida pela eMart, a cadeia de supermercados de Shinsegae, ostentou vendas combinadas de 67 milhões de won durante um período de um mês.

### Filantropia
Em 9 de agosto de 2011, Shinee e suas colegas de gravadora f(x) e Girls' Generation, participou de um esforço para ajudar crianças africanas. Os grupos se juntaram com o Secretário-Geral das Nações Unidas, Ban Ki-moon, no projeto "Help African Children" co-organizado pela Sociedade da Cruz Vermelha coreana e a comissão coreana da UNICEF. Em 20 de junho de 2012, Donika Sterling, uma fã do grupo com a doença de Charcot-Marie-Tooth, que gradualmente faz com que a perda de tecido muscular retardasse as partes do corpo, foi convidada pela SM Entertainment e foi capaz de conhecer o grupo em pessoa. Os meninos trouxeram presentes para ela, incluindo animais de pelúcia, um livro de fotos e outras recordações do Shinee. Além disso Taemin deu a ela sua própria pulseira. No final, os meninos cantaram sua canção favorita para ela, "Ring Ding Dong". O membro Taemin declarou: "Fiquei feliz em ouvir sobre Donika vindo à Coreia para nos encontrar. Ficamos extremamente tocados depois de ouvi-la dizer que a nossa música deu-lhe força. Por favor, não percam a coragem." Key também acrescentou: "Estou contente por este encontro especial com Donika hoje e nós gostaríamos de convidá-la para o nosso concerto se mantivermos um em Nova York."
Os membros do Shinee tornaram-se embaixadores honorários do distrito de Gangnam, em Seul, em fevereiro de 2014, com o grupo EXO. Shin Yeon-hee declarou:"SHINee e EXO vão ser um grande apoio na promoção do turismo em Gangnam. Espero que Gangnam possa ser o começo para promover o turismo de negócios na Coreia." O grupo tornou-se embaixador do "Ministério de Gestão de Pessoas" em 27 de fevereiro de 2015. O Ministério afirmou: "A música, dança, moda, bem como outras áreas/campos. O Trendsetter Shinee servirá como um guia para o futuro. Eles possuem competitividade global e têm muitos pontos semelhantes com o Ministério de Gestão de Pessoas." Como embaixador o grupo se apresentou no Brasil para o evento "Fashion & Passion", na presença da presidente sul-coreana Park Geun-hye que estava em uma turnê sul-americana diplomática. O evento contou com um desfile de moda e um concerto de K-pop, que foram projetados para incentivar o intercâmbio cultural entre os dois países.
Em 2016, o membro Minho fez parte da campanha "#IMAGINE" da UNICEF, que foi introduzida pela primeira vez em novembro de 2014 para comemorar o 25º aniversário da campanha das Nações Unidas Convenção internacional sobre os direitos da criança. O diretor executivo da UNICEF, Anthony Lake, explicou que o projeto obriga os espectadores a "imaginar um mundo melhor para as crianças" e tornar essa visão uma realidade.

## Discografia
| Álbuns de estúdio - The Shinee World / A.Mi.Go. (2008) - Lucifer / Hello (2010) - The First (2011) - The Misconceptions of Us (Chapter 1. / Chapter 2.) (2013) - Boys Meet U (2013) - I'm Your Boy (2014) - Odd / Married To The Music (2015) - DxDxD (2016) - 1 of 1 / 1 and 1 (2016) - Five (2017) - The Story of Light (2018) - Don't Call Me / Atlantis (2021) - Hard (2023) | EPs - Replay (2008) - Romeo (2009) - 2009, Year of Us (2009) - Sherlock (2012) - Everybody (2013) |

## Filmografia

### Filmes
| Ano  | Título           | Papel       | Notas                        |
| ---- | ---------------- | ----------- | ---------------------------- |
| 2012 | I AM.            | Eles mesmos | Filme biográfico da SM Town. |
| 2015 | SMTOWN The Stage | Eles mesmos | Documentário da SM Town.     |

### Séries
| Ano  | Título                         | Papel       | Notas                   |
| ---- | ------------------------------ | ----------- | ----------------------- |
| 2008 | My Precious Child              | Eles mesmos | Participação (Ep. 9–10) |
| 2012 | ENT                            | Eles mesmos | Cartoon                 |
| 2013 | You're the Best, Lee Soon-shin | Eles mesmos | Participação (Ep. 1)    |
| 2015 | Saturday Night Live Korea      | Eles mesmos | Participação (EP. 122)  |

### Reality shows
| Ano  | Título                 |
| ---- | ---------------------- |
| 2008 | Shinee's Yunhanam      |
| 2010 | Shinee's Hello Baby    |
| 2012 | World Date with Shinee |
| 2013 | Shinee's Wonderful Day |

### Aparições em vídeos musicais
| Ano  | Canção              | Artista          |
| ---- | ------------------- | ---------------- |
| 2011 | Santa U Are The One | Super Junior     |
| 2012 | Dear My Family      | SM Town          |
| 2015 | Can You Feel It?    | Super Junior-D&E |

## Turnês
| Turnês asiáticas - Shinee World (2010–2011) - Shinee World II (2012) - Shinee World IV (2015) Turnês japonesas - Shinee World 2012 (2012) - Shinee World 2013 (2013) - Shinee World 2014 (2014) - Shinee World 2016 (2016) - Shinee World 2017 (2017) - Shinee World The Best 2018 (2018) Turnês mundiais - Shinee World III (2014) - Shinee World V (2016–2017) | Turnês afiliadas - SMTown Live '08 (2008–2009) - SMTown Live '10 World Tour (2010–2011) - SMTown Live World Tour III (2012–2013) - SM Town Week: Shinee's "The Wizard" (2013) - SM Town Live World Tour IV (2014–2015) - KCON (2016) - SM Town Live World Tour V (2016) - SM Town Live World Tour VI (2017) Ato de apoio - 2009: TVXQ! Asia Tour "Mirotic" - 2009–2010: Girls' Generation Asia Tour "Into the New World" |

## Fã clube
- Nome oficial: SHINee World (ShaWol).[302]
- Cor oficial: Áqua Pérola     [302]